# Francavilla al Mare
Francavilla al Mare er en kommune med 25.520 indbyggere, der ligger i den nordligste del af provinsen Chieti i regionen Abruzzo i Italien. Den oprindelige by har bredt sig langs kysten til Adriaterhavet, hvor den ligger som en sydlig forstad til regionens hovedby Pescara.

## Geografi
Kommunen indgår i den sydlige del af byområdet omkring Pescara, som den grænser op til. De øvrige omkringliggende kommuner er Chieti, Miglianico, Ortona, Ripa Teatina, San Giovanni Teatino and Torrevecchia Teatina.
I kommunen ligger et antal mindre bebyggelser (frazioni) med navnene Arenaro, Castelvecchio, Cese, Cetti San Biagio, Coderuto, Fontechiaro, Foro, Michetti, Piane, Piane di Vallebona, Piattelli, Pretaro, Quercianotarrocco, San Giovanni, Santa Cecilia, Setteventi, Torre Ciarrapico, Valle Anzuca og Villanesi.

### Klima
Francavilla al Mare har takket være sin placering ved Adriaterhavet et mildt klima med lunt vejr det meste af året. Nedbørsmængden svarer nogenlunde til gennemsnittet for Danmark, og i Francavilla falder der mest regn i årets sidste tre måneder. Årets gennemsnitstemperatur i perioden 1982-2012 var 14,9 grader, med januar som den koldeste (6,4) og juli som den varmeste måned (23,6 grader).
| Vejr for Francavilla al Mare        | Vejr for Francavilla al Mare | Vejr for Francavilla al Mare | Vejr for Francavilla al Mare | Vejr for Francavilla al Mare | Vejr for Francavilla al Mare | Vejr for Francavilla al Mare | Vejr for Francavilla al Mare | Vejr for Francavilla al Mare | Vejr for Francavilla al Mare | Vejr for Francavilla al Mare | Vejr for Francavilla al Mare | Vejr for Francavilla al Mare | Vejr for Francavilla al Mare |
|                                     | Jan                          | Feb                          | Mar                          | Apr                          | Maj                          | Jun                          | Jul                          | Aug                          | Sep                          | Okt                          | Nov                          | Dec                          | År                           |
| ----------------------------------- | ---------------------------- | ---------------------------- | ---------------------------- | ---------------------------- | ---------------------------- | ---------------------------- | ---------------------------- | ---------------------------- | ---------------------------- | ---------------------------- | ---------------------------- | ---------------------------- | ---------------------------- |
| Gennemsnitlig maks °C               | 9,7                          | 11,5                         | 13,6                         | 17,1                         | 20,7                         | 25,4                         | 28,4                         | 27,9                         | 24,7                         | 20,3                         | 15,6                         | 12,3                         | 18,9                         |
| Gennemsnitlig °C                    | 6,4                          | 7,7                          | 9,8                          | 12,9                         | 16,6                         | 21                           | 23,6                         | 23,1                         | 20,3                         | 16,4                         | 12,2                         | 8,8                          | 14,9                         |
| Gennemsnitlig min °C                | 3,2                          | 3,9                          | 6                            | 8,8                          | 12,5                         | 16,6                         | 18,8                         | 18,4                         | 16                           | 12,5                         | 8,8                          | 5,3                          | 10,9                         |
| Gennemsnitlig nedbør mm             | 67                           | 54                           | 64                           | 59                           | 43                           | 43                           | 36                           | 49                           | 64                           | 81                           | 84                           | 86                           | 730                          |
| Kilde (1982-2012): climate-data.org |                              |                              |                              |                              |                              |                              |                              |                              |                              |                              |                              |                              |                              |

## Historie

### Oprindelse i middelalderen
Byen opstod formentligt i den periode, hvor longobarderne regerede det meste af Italien og hørte under hertugdømmet Spoleto. De fleste af indbyggerne var fiskere og bønder, og byplanen var - typisk for middelalderen - formet som et fiskeben, og strakte sig fra byens lille borg (La Civitella) ned mod havet. Byen var omgivet af en mur med 12 vagttårne. Bynavnet Francavilla tolkes af historikere som en mulig reference til en gammel romersk villa på stedet, kombineret med en tradition, der gik ud på, at byen i 12 år havde skattefrihed, og dermed var en fri ("Franca") by. Tilføjelsen "al Mare" ("ved havet") er kommet til senere, for at skelne byen fra andre i Italien med navnet Francavilla.
Lige som det øvrige Syditalien blev byen en del af det normanniske rige. I 1200-tallet skabte havnen - der fik sin egen lagerbygning til salt - grundlaget for, at byens handel blomstrede og i 1307 indstiftedes en fest for Jomfru Marias himmelfærd (Fiera dell'Assunzione). Den festlige stemning kan muligvis være udløst af, at kong Robert af Napoli samme år gav Francavilla tilladelse til at handle vin med nabobyen Chieti.
Den sorte død, der ramte byen omkring 1350, gjorde et stort indhug i befolkningen, og de resterende borgere havde svært ved at forsvare byen, hvilket resulterede i, at den blev plyndret af omstrejfende lejesoldater under ledelse af Fra ("broder") Moriale, der egentlig hed Montréal de Albarno, og "Greven af Lando", der faktisk var tysker og hed Konrad Wirtinger von Landau. For at få Francavilla på fode igen, blev der givet tilladelse til, at et antal albanske flygtninge, der havde forladt deres hjemland efter en tyrkisk invasion, fik lov til at bosætte sig. I denne periode grundlagdes også den ældste af de kirker, der endnu er i brug, Santa Maria della Croce. Kirken blev indviet til byens skytshelgen, San Franco. Byens problemer fortsatte imidlertid, og i 1442 gik den i forbund med Chieti for at kunne forsvare sig.

### Nyere tid
I 1501 blev Francavilla af den spanske konge givet som len til adelsfamilien d'Avalos, der allerede regerede som markiser over Pescara og Vasto. De nye lensherrer kunne ikke forhindre, at en tyrkisk flåde - ledet af Piali Pasha - i 1566 plyndrede og ødelagde byen, og tog 500 af indbyggerne med sig som slaver. Tyrkerne plyndrede også Vasto og Termoli, men måtte opgive at forcere fæstningsværkerne omkring Pescara. Titlen som fyrste af Francavilla blev i perioden 1602-1648 overtaget af Caracciolo-familien, hvorefter d'Avalos slægten fik den igen.

### 1800-tallet og Francesco Paolo Michetti
I 1863 åbnede jernbanen Ancona-Pescara-Ortona, og en af dens stationer kom til at ligge i Francavilla. Det blev indledningen til en udbygning af området ved havnen. Centreret omkring Palazzo della Sirena blev der bygget kostbare villaer, og ved alléen langs Adriaterhavet kom der også elegante hoteller, der var med til at gøre Francavilla til en kendt ferieby med fine bademuligheder.
Fra 1880erne blev kendskabet til Francavilla yderligere udbredt, takket være en ung maler, Francesco Paolo Michetti. Han var født i Tocco di Casauria og havde boet nogle år i Chieti, hvor han lagde grunden til sin berømmelse som maler. Han flyttede til Francavilla, og i hans atelier ved havet samledes personligheder inden for litteratur og kunst. I 1883 købte han et nedlagt franciskanerkloster, der var i kommunens eje, og det fik med tiden tilnavnet Michettis kloster (convento Michetti). I klosteret mødtes kulturpersonligheder som forfatteren Gabriele D'Annunzio, komponisten Francesco Paolo Tosti, journalistægteparret Edoardo Scarfoglio og Matilde Serao, samt en række lokale kulturpersonligheder fra Abruzzo. De udvekslede ideer og oplevelser og skabte et netværk, der gjorde Francavilla kendt i Italien. Denne epoke sluttede, da Michetti døde i 1929..

### Anden verdenskrig
Under 2. verdenskrig kom Francavilla i 1943-1944 til at ligge tæt på den tyske Gustav-linje, der gik gennem nabobyen Ortona. De allieredes kamp for at gennembryde linjen betød, at byen blev udsat for voldsomme bombardementer, der forårsagede store ødelæggelser. Francavilla blev befriet 9. juni 1944, og i årene efter krigen blev den genopbygget i moderne stil. Af den oprindelige by er der kun ganske lidt tilbage, primært i form af rester af tårnene langs bymuren samt det omtalte Convento Michetti, der slap uskadt gennem krigen.

### Nutiden
Stranden ved Francavilla har beholdt sin popularitet, og især efter motorvejsbyggeriet tværs gennem Italien i 1970'erne, er byen blevet en del af den italienske masseturisme. Francavilla er vokset sammen med Pescara, og på sommeraftener er strækningen langs Adriaterhavet som et kontinuerligt udendørsdiskotek. Luciano di Gregorio har i sin guide Abruzzo byens strand med på listen over de fem bedste strande i Abruzzo.

## Demografi
Byens befolkningstal er vokset støt gennem årene, specielt i 1970'erne og 1980'erne.

## Arkitektur

### Chiesa di Santa Maria Maggiore
Denne kirke var oprindeligt indviet til byens skytshelgen San Franco, og den blev opført på det sted, hvor der tidligere havde ligget et kloster tilegnet ham. Da tyrkerne plyndrede byen i 1566, blev helgenskrinet (af sølv) med resterne af San Franco deres bytte, men det lykkedes at redde en monstrans, udført i 1413 af sølvsmeden Nicola af Guardiagrele, og den findes stadig. Kirken blev voldsomt beskadiget under 2. verdenskrig, og en helt ny kirke blev bygget i 1948 efter tegninger af Ludovico Quaroni. Den nye kirkes arkitektur er omtalt i G.E. Kidder Smiths bog The New Architecture of Europe. Generelt er bedømmelsen positiv, dog ikke klokketårnet, der får følgende ord med på vejen:
| Citat | Kampanilen, der er glimrende i grundlæggende udtryk og placering, har filigranarbejde i toppen, med uheldige detaljer. | Citat |
|       | |       |

### Convento Michetti
Dette tidligere kloster overlevede bombningerne under 2. verdenskrig og ejes fortsat af familien Michetti. Det indeholder også en kirke, men den er kun tilgængelig for beboerne, mens de øvrige lokaler kan beses efter aftale. Ønsker man at se nogle af Michettis billeder, skal man i stedet besøge Museo Michetti, der ligger tæt ved byens rådhus. Museet drives af Fondazione Michetti, der siden 1947 har uddelt prisen Il Premio Michetti til malere, billedhuggere, fotografer og videokunstnere.

## Trafik
Jernbanen langs kysten nåede Francavilla og Ortona i 1863 og blev udbygget videre sydpå de følgende år. Den drives af de italienske statsbaner.
Da det italienske hovedvejssystem, Strade statali, blev oprettet i 1928, kom SS 16 til at gå hele strækningen langs Adriaterhavet, og dermed også gennem Francavilla. I 1973 blev autostrada A14 - der følger næsten samme rute - færdig, og i 1978 fulgte A24/25, der går fra Rom og når Adriaterhavet ved Pescara, nord for byen.

## Sport

### Fodbold
Byens vigtigste fodboldklub er Associazione Sportiva Dilettantistica Francavilla, stiftet i 1927. Klubben havde sine bedste år i 1980'erne, hvor den spillede i tredje lag (Serie C1) i den italienske turnering. Derefter fulgte en række år i den regionale turnering for Abruzzo, men i sæsonen 2017-18 spiller klubben i en af grupperne i serie D.

### Cykling
Francavilla al Mare var mål for 1. etape af Giro d'Italia 2001, med italieneren Ellis Rastelli som etapevinder.